# Gdynia Stadion
Gdynia Stadion – przystanek Pomorskiej Kolei Metropolitalnej.

## Ruch pasażerski
| Rok  | Wymiana pasażerska na dobę |
| ---- | -------------------------- |
| 2017 | –                          |
| 2022 | 300-499                    |

## Położenie
Znajduje się na linii nr 201 na wiadukcie nad ulicą Sportową. Przebiega tędy granica dzielnic Wzgórze św. Maksymiliana i Mały Kack. Nazwa wzięła się od bliskości Stadionu Miejskiego, chociaż bezpośrednio przy przystanku jest boisko treningowe.

## Historia
Koperty z ofertami przetargu na budowę tego przystanku oraz Gdynia Karwiny otwarto 26 sierpnia 2016. Zgłosiło się siedem firm. Wybrano najtańszą ofertę: Konsorcjum firm Budimex SA i Ferrovial Agroman SA. Warto nadmienić, że ta pierwsza wykonała w Gdańsku dla PKM od zera linię nr 248 i przystanki na niej. Umowę podpisano 22 września 2016. Wartość kontraktu opiewa na 25,5 miliona złotych. 3 października 2016 oficjalnie przekazano tereny w ręce wykonawcy. Do użytku przystanek został oddany w grudniu 2017.

## Infrastruktura
Są to dwa jednokrawędziowe perony połączone tunelem. Wyglądem nawiązują do gdańskich przystanków PKM, które wcześniej zbudowano w Gdańsku – zwieńczone czerwonymi wiatami.

## Sąsiedztwo
Wybrane obiekty nie dalej niż w promieniu kilometra:
- wspomniany Stadion Gdyńskiego Ośrodka Sportu i Rekreacji, gdzie rozgrywa mecze Arka Gdynia
- Narodowy Stadion Rugby, gdzie oprócz rugby odbywa się gra w piłkę nożną Bałtyku Gdynia
- Hala Sportowo-Widowiskowa Gdynia
- Pomorski Park Naukowo-Technologiczny
- przystanek SKM Gdynia Redłowo
- centrum handlowe Riviera